# Henckelia appressipilosa
Henckelia appressipilosa är en tvåhjärtbladig växtart som beskrevs av Brian Laurence Burtt. Henckelia appressipilosa ingår i släktet Henckelia och familjen Gesneriaceae. Inga underarter finns listade i Catalogue of Life.